# Langues ram
Pour les articles homonymes, voir RAM.
Les langues ram sont une famille de langues papoues parlées en Papouasie-Nouvelle-Guinée, dans le nord-ouest du pays.

## Classification
Hammarström, Haspelmath, Forkel et Bank incluent les langues ram dans l'ensemble formé par la famille des langues sepik.

## Liste des langues
Les trois langues ram sont l'awtuw, le karawa et le pouye.

## Morphologie
La morphologie verbale de l'awtuw et le pouye partagent de nombreux points communs: six de leurs huit positions préfixales comprennent des préfixes cognats. En revanche, très peu de suffixes sont apparentés, et semblent avoir été innovés après la séparation de ces deux langues.